# Stary Kębłów
Stary Kębłów – wieś sołecka w Polsce położona w województwie mazowieckim, w powiecie garwolińskim, w gminie Żelechów.
| SIMC    | Nazwa     | Rodzaj    |
| ------- | --------- | --------- |
| 0696993 | Jezioro   | część wsi |
| 0697001 | Pod Lasem | część wsi |

W latach 1975–1998 miejscowość administracyjnie należała do województwa siedleckiego.
Wierni Kościoła rzymskokatolickiego należą do parafii Zwiastowania Najświętszej Maryi Panny w Żelechowie.